# Pego (Abrantes)
Pego é uma povoação portuguesa sede da Freguesia de Pego do Município de Abrantes, freguesia com 36,05 km² de área e 2175 habitantes (censo de 2021), tendo, por isso, uma densidade populacional de 60,3 hab./km².

## História
Os registos mais antigos que se conhecem sobre a freguesia do Pego datam de 1332.

## Localização
A freguesia do Pego está situada no centro do município, sendo uma das três freguesias que não contactam com território não pertencente ao Município de Abrantes. Tem como vizinhos as Mouriscas a nordeste, a Concavada a leste, São Facundo e São Miguel do Rio Torto a sul, o Rossio ao Sul do Tejo a oeste e Alferrarede a noroeste. É ribeirinha à margem esquerda do rio Tejo ao longo dos limites com Alferrarede e as Mouriscas.

## Demografia
A população registada nos censos foi:
| Distribuição da População por Grupos Etários | Distribuição da População por Grupos Etários | Distribuição da População por Grupos Etários | Distribuição da População por Grupos Etários | Distribuição da População por Grupos Etários |
| -------------------------------------------- | -------------------------------------------- | -------------------------------------------- | -------------------------------------------- | -------------------------------------------- |
| Ano                                          | 0-14 Anos                                    | 15-24 Anos                                   | 25-64 Anos                                   | > 65 Anos                                    |
| 2001                                         | 262                                          | 283                                          | 1381                                         | 644                                          |
| 2011                                         | 301                                          | 162                                          | 1290                                         | 678                                          |
| 2021                                         | 195                                          | 193                                          | 1008                                         | 779                                          |

## Símbolos
O brasão e a bandeira do Pego foram publicados no Diário da República, III Série de 18 de Junho de 2001 e têm a seguinte descrição:
- Brasão - Escudo de azul, com casa térrea de prata, aberta de verde e coberta de vermelho; em chefe, ramo de oliveira de ouro, frutado do mesmo; campanha de burelas ondadas de prata e azul. Coroa mural de prata de três torres. Listel branco, com a legenda a negro: “PEGO-ABRANTES“.
- Bandeira - Rectângulo amarelo de proporção 3:2, tendo no centro o brasão de armas.
- Estandarte - Quadrado amarelo com cordões e borlas de ouro e azul, tendo no centro o brasão de armas. Haste e lança de ouro.

## Gastronomia
- Açorda de sável
- Migas carvoeiras com bacalhau assado.
- Migas de couve com entrecosto
- Bucho e tripa
- Couves com feijão
- Diversos Churrascos

## Património
- Quinta de Coalhos

## Locais de interesse

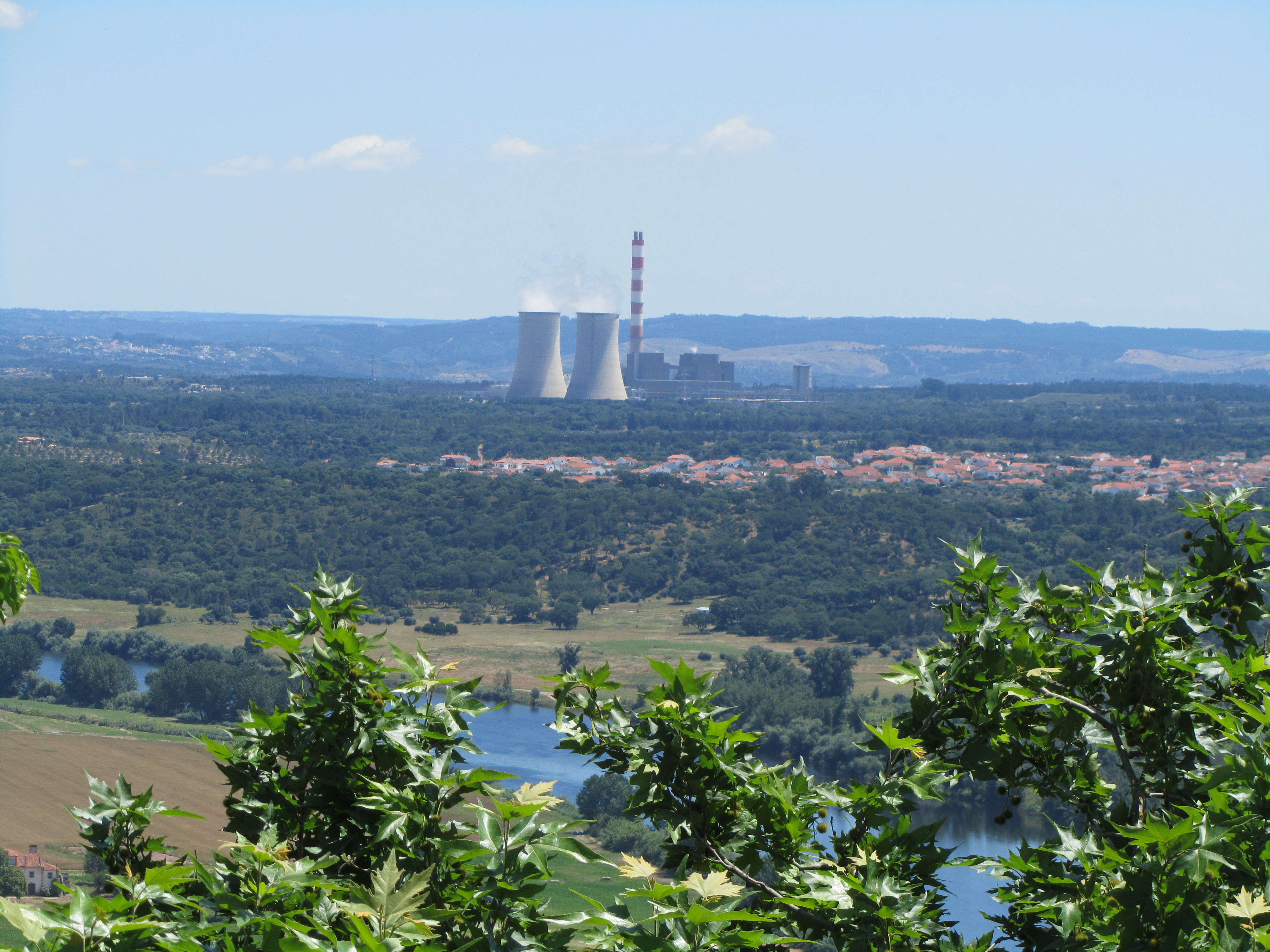
Aldeia do Pego e central termoeléctrica do mesmo nome

- Igreja Paroquial, dedicada a Santa Luzia
- Central Termoeléctrica do Pego
- Pavilhão Desportivo do Pego
- Biblioteca António Botto
- Pia dos Burros (Largo do Cruzeiro)
- Largo da Lameira (actividades sociais)

## Associações e Clubes
- AJRCP - Associação Juvenil, Recreativa e Cultural do Pego - https://www.facebook.com/ajrcpego
- C.A.M.P.-Clube Aventura e Motorizado do Pego | www.camp.pt.vu
- Secção Desportiva da Casa do Povo do Pego
- CAPEC-Clube Amadores de Pesca e Caça
- Centro Social do Pego I http://centrosocialpego.blogspot.pt/
- Rancho Folclórico da Casa Do Povo do Pego (o mais antigo em actividade permanente no Ribatejo)
- Apilhadores Paintball Team (única equipa de paintball do concelho)
- Associação de Pais e Encarregados de Educação da Escola Básica e Jardim de Infância do Pego / APEEP (www.apeepego.blogspot.com)
- Associação de Caçadores Pegachos (a.C.P.)
- Associação de Caçadores da Quinta das Cavadas e Vale do Feto (pesca, caça, tiro aos pratos, passeios pedestres, etc.)
- Confraria do Bucho e Tripas